# Gonatocerus aureus
Gonatocerus aureus är en stekelart som beskrevs av Girault 1911. Gonatocerus aureus ingår i släktet Gonatocerus och familjen dvärgsteklar. Inga underarter finns listade i Catalogue of Life.